# Troisième circonscription des Pyrénées-Orientales (1988-2012)
La troisième circonscription des Pyrénées-Orientales est l'une des quatre circonscriptions législatives françaises que compte le département des Pyrénées-Orientales (66) entre 1988 et 2012, dans l'ancienne région Languedoc-Roussillon.

## Description géographique et démographique
La troisième circonscription des Pyrénées-Orientales est délimitée par le découpage électoral de la loi n°86-1197 du 24 novembre 1986
,, elle regroupe les divisions administratives suivantes : 
- canton de Millas,
- canton de Mont-Louis,
- canton d'Olette,
- canton de Perpignan-2,
- canton de Perpignan-6,
- canton de Perpignan-8,
- canton de Prades,
- canton de Saillagouse,
- canton de Vinça.

D'après le recensement général de la population en 1999, réalisé par l'Institut national de la statistique et des études économiques (INSEE), la population totale de cette circonscription est estimée à 85604 habitants,.

## Historique des députations
| Législature | Début de mandat | Fin de mandat  | Député              | Parti politique | Observations |
| ----------- | --------------- | -------------- | ------------------- | --------------- | --- |
| IXe         | 23 juin 1988    | 1er avril 1993 | Jacques Farran,     | UDF,            | Conseillier Général du Canton de Perpignan 2                                                                                      |
| Xe          | 2 avril 1993    | 21 avril 1997  | François Calvet,    | UDF,            | Conseiller Régional de Languedoc-Roussillon Mandat écourté à la suite d'une dissolution parlementaire décidée par Jacques Chirac. |
| XIe         | 12 juin 1997    | 18 juin 2002   | Christian Bourquin, | PS,             | Maire de Millas Conseillier Général du canton de Millas                                                                           |
| XIIe        | 19 juin 2002    | 19 juin 2007   | François Calvet,    | UMP,            | Maire du Soler Conseiller Régional de Languedoc-Roussillon                                                                        |
| XIIIe       | 20 juin 2007    | 19 juin 2012   | François Calvet,    | UMP,            | Maire du Soler |

## Historique des élections
Voici la liste des résultats des élections législatives dans la circonscription depuis le découpage électoral de 1986 : 

### Élections de 1986
Pour la première fois sous la Cinquième République, se sont déroulées (partiellement) au scrutin proportionnel (listes départementales) à un seul tour; Faire en sorte qu'aucun ne représente aucun district.

### Élections de 1988
| Candidat       | Candidat                     | Parti          | Premier tour | Premier tour | Second tour | Second tour |  |
| Candidat       | Candidat                     | Parti          | Voix         | %            | Voix        | %           |  |
| -------------- | ---------------------------- | -------------- | ------------ | ------------ | ----------- | ----------- |  |
|                | Jacques Farran sortant réélu | UDF (PR) (URC) | 13 830       | 35,9         | 21 811      | 51,51       |  |
|                | Renée Soum sortante          | PS             | 8 013        | 20,8         | 20 534      | 48,49       |  |
|                | François Beffara             | diss. PS       | 6 340        | 16,46        |             |             |  |
|                | Alain Nunez                  | PCF            | 4 906        | 12,74        |             |             |  |
|                | Jacques Mulet                | FN             | 4 905        | 12,73        |             |             |  |
|                | Henry Raynaud                | Divers droite  | 528          | 1,37         |             |             |  |
|                |                              |                |              |              |             |             |  |
| Inscrits       | Inscrits                     | Inscrits       | 62 016       | 100,00       | 61 988      | 100,00      |  |
| Abstentions    | Abstentions                  | Abstentions    | 22 580       | 36,41        | 17 828      | 28,76       |  |
| Votants        | Votants                      | Votants        | 39 436       | 63,59        | 44 160      | 71,24       |  |
| Blancs et nuls | Blancs et nuls               | Blancs et nuls | 914          | 2,32         | 1 815       | 4,11        |  |
| Exprimés       | Exprimés                     | Exprimés       | 38 522       | 97,68        | 42 345      | 95,89       |  |

Le suppléant de Jacques Farran était Michel Berdaguer, CNIP, conseiller général du canton de Perpignan-3, Saint-Génis-des-Fontaines.

### Élections de 1993
| Candidat       | Candidat             | Parti                      | Premier tour | Premier tour | Second tour | Second tour |  |
| Candidat       | Candidat             | Parti                      | Voix         | %            | Voix        | %           |  |
| -------------- | -------------------- | -------------------------- | ------------ | ------------ | ----------- | ----------- |  |
|                | François Calvet élu  | UDF (PR)                   | 9 886        | 26,63        | 19 600      | 54,83       |  |
|                | Christian Bourquin   | PS (ADFP)                  | 6 176        | 16,64        | 16 145      | 45,17       |  |
|                | François Gaciot      | FN                         | 5 757        | 15,51        |             |             |  |
|                | Alain Nunez          | PCF                        | 4 396        | 11,84        |             |             |  |
|                | Jean-Luc Malé        | diss. UDF                  | 3 484        | 9,39         |             |             |  |
|                | Maryse Lapergue      | GÉ (EÉ)                    | 2 559        | 6,89         |             |             |  |
|                | Pierre Gaspard       | diss. UDF                  | 2 500        | 6,73         |             |             |  |
|                | André Brun           | LT-LNÉ                     | 941          | 2,53         |             |             |  |
|                | Jaume Roure          | Régionaliste               | 605          | 1,63         |             |             |  |
|                | Gérard Garrigue      | Divers droite              | 590          | 1,59         |             |             |  |
|                | Pierre Prat          | Divers gauche (Maj. prés.) | 227          | 0,61         |             |             |  |
|                | Jean-Louis Massoubre | Divers droite              | 0            | 0            |             |             |  |
|                |                      |                            |              |              |             |             |  |
| Inscrits       | Inscrits             | Inscrits                   | 61 552       | 100,00       | 61 543      | 100,00      |  |
| Abstentions    | Abstentions          | Abstentions                | 22 180       | 36,03        | 21 660      | 35,19       |  |
| Votants        | Votants              | Votants                    | 39 372       | 63,97        | 39 883      | 64,81       |  |
| Blancs et nuls | Blancs et nuls       | Blancs et nuls             | 2 251        | 5,72         | 4 138       | 10,38       |  |
| Exprimés       | Exprimés             | Exprimés                   | 37 121       | 94,28        | 35 745      | 89,62       |  |

La suppléante de François Calvet était Danièle Pagès, conseillère municipale de Perpignan.

### Élections de 1997
| Candidat       | Candidat                | Parti          | Premier tour | Premier tour | Second tour | Second tour |  |
| Candidat       | Candidat                | Parti          | Voix         | %            | Voix        | %           |  |
| -------------- | ----------------------- | -------------- | ------------ | ------------ | ----------- | ----------- |  |
|                | François Calvet sortant | UDF (PR)       | 11 228       | 29,65        | 18 999      | 46,56       |  |
|                | Christian Bourquin élu  | PS             | 11 166       | 29,49        | 21 806      | 53,44       |  |
|                | Michel Guillemaud       | FN             | 6 579        | 17,37        |             |             |  |
|                | Colette Tignères        | PCF            | 4 817        | 12,72        |             |             |  |
|                | François Ferrand        | Les Verts      | 836          | 2,21         |             |             |  |
|                | Francis Amouroux        | LDI (MPF)      | 824          | 2,18         |             |             |  |
|                | Philippe Bosc           | GÉ             | 606          | 1,6          |             |             |  |
|                | Anita Cazauran          | LT-LNÉ         | 508          | 1,34         |             |             |  |
|                | Bernard Cholet          | LCR            | 486          | 1,28         |             |             |  |
|                | Alain Le Dosseur        | MDC            | 425          | 1,12         |             |             |  |
|                | Alexandre Pano          | Régionaliste   | 395          | 1,04         |             |             |  |
|                |                         |                |              |              |             |             |  |
| Inscrits       | Inscrits                | Inscrits       | 59 483       | 100,00       | 59 483      | 100,00      |  |
| Abstentions    | Abstentions             | Abstentions    | 19 739       | 33,18        | 16 068      | 27,01       |  |
| Votants        | Votants                 | Votants        | 39 744       | 66,82        | 43 415      | 72,99       |  |
| Blancs et nuls | Blancs et nuls          | Blancs et nuls | 1 874        | 4,72         | 2 610       | 6,01        |  |
| Exprimés       | Exprimés                | Exprimés       | 37 870       | 95,28        | 40 805      | 93,99       |  |

Le suppléant de Christian Bourquin était Paul Mignon, conseiller municipal du Soler.

### Élections de 2002
| Candidat       | Candidat                   | Parti            | Premier tour | Premier tour | Second tour | Second tour |  |
| Candidat       | Candidat                   | Parti            | Voix         | %            | Voix        | %           |  |
| -------------- | -------------------------- | ---------------- | ------------ | ------------ | ----------- | ----------- |  |
|                | François Calvet élu        | UMP              | 13 423       | 33,84        | 19 772      | 51,52       |  |
|                | Christian Bourquin sortant | PS               | 12 335       | 31,1         | 18 606      | 48,48       |  |
|                | Annie Tutin                | FN               | 4 887        | 12,32        |             |             |  |
|                | Françoise Fiter            | PCF              | 2 222        | 5,05         |             |             |  |
|                | Christian Blanc            | Divers droite    | 1 618        | 4,08         |             |             |  |
|                | Conception Gallego         | CPNT             | 851          | 2,15         |             |             |  |
|                | François Ferrand           | Les Verts        | 786          | 1,98         |             |             |  |
|                | Bernard Cholet             | LCR              | 680          | 1,71         |             |             |  |
|                | Pierre Prat                | Divers           | 599          | 1,51         |             |             |  |
|                | Jordi Vera                 | S&P              | 455          | 1,15         |             |             |  |
|                | Irène Nuccio               | Divers           | 432          | 1,09         |             |             |  |
|                | Simon Salès                | Pôle républicain | 353          | 0,89         |             |             |  |
|                | Christian Pourrière        | Extrême droite   | 281          | 0,71         |             |             |  |
|                | Esther Silan               | LO               | 269          | 0,68         |             |             |  |
|                | Françoise Marin            | MNR              | 236          | 0,59         |             |             |  |
|                | Maryse Lape36ue            | GÉ               | 136          | 0,34         |             |             |  |
|                | Denis Bellac               | CNIP             | 105          | 0,26         |             |             |  |
|                |                            |                  |              |              |             |             |  |
| Inscrits       | Inscrits                   | Inscrits         | 61 699       | 100,00       | 61 694      | 100,00      |  |
| Abstentions    | Abstentions                | Abstentions      | 21 098       | 34,2         | 21 264      | 34,47       |  |
| Votants        | Votants                    | Votants          | 40 601       | 65,8         | 40 430      | 65,53       |  |
| Blancs et nuls | Blancs et nuls             | Blancs et nuls   | 933          | 2,3          | 2 052       | 5,08        |  |
| Exprimés       | Exprimés                   | Exprimés         | 39 668       | 97,7         | 38 378      | 94,92       |  |

Le suppléant de François Calvet était Henri Carbonell, maire-adjoint de Perpignan, élu conseiller général du canton de Perpignan-2 en 2004.

### Élections de 2007
| Candidat       | Candidat                      | Parti          | Premier tour | Premier tour | Second tour | Second tour |  |
| Candidat       | Candidat                      | Parti          | Voix         | %            | Voix        | %           |  |
| -------------- | ----------------------------- | -------------- | ------------ | ------------ | ----------- | ----------- |  |
|                | François Calvet sortant réélu | UMP            | 17 268       | 42,84        | 20 881      | 51,94       |  |
|                | Christian Bourquin            | PS             | 12 421       | 30,82        | 19 321      | 48,06       |  |
|                | Françoise Fiter               | PCF            | 2 038        | 5,06         |             |             |  |
|                | Dominique Schemla             | UDF–MoDem      | 2 037        | 5,05         |             |             |  |
|                | Françoise Bataillon           | FN             | 1 644        | 4,08         |             |             |  |
|                | Claude Bègue                  | LCR            | 1 296        | 3,22         |             |             |  |
|                | Claude Sala                   | LT-LNÉ         | 708          | 1,76         |             |             |  |
|                | Jacques Duverger              | CPNT           | 487          | 1,21         |             |             |  |
|                | Pierre Prat                   | Divers         | 473          | 1,17         |             |             |  |
|                | Christiane Dugelay            | Divers         | 447          | 1,11         |             |             |  |
|                | Jordi Vera                    | Régionaliste   | 434          | 1,08         |             |             |  |
|                | Enric Vilanova Cortassa       | Régionaliste   | 424          | 1,05         |             |             |  |
|                | Monique Rèze                  | MPF            | 364          | 0,9          |             |             |  |
|                | Patrice Basso                 | Divers         | 264          | 0,65         |             |             |  |
|                | Odile Thévenot                | LO             | 1            | 0            |             |             |  |
|                |                               |                |              |              |             |             |  |
| Inscrits       | Inscrits                      | Inscrits       | 65 996       | 100,00       | 65 988      | 100,00      |  |
| Abstentions    | Abstentions                   | Abstentions    | 24 807       | 37,59        | 23 835      | 36,12       |  |
| Votants        | Votants                       | Votants        | 41 189       | 62,41        | 42 153      | 63,88       |  |
| Blancs et nuls | Blancs et nuls                | Blancs et nuls | 883          | 2,14         | 1 951       | 4,63        |  |
| Exprimés       | Exprimés                      | Exprimés       | 40 306       | 97,86        | 40 202      | 95,37       |  |

#### Département des Pyrénées-Orientales
- La fiche de l'INSEE de cette circonscription : « Tableaux et Analyses de la troisième circonscription des Pyrénées-Orientales », sur insee.fr, site de l'Institut national de la statistique et des études économiques (consulté le 10 juin 2007) [PDF]
- « Tous les députés du département des Pyrénées-Orientales depuis 1789 », sur assemblee-nationale.fr, site de l'Assemblée nationale française (consulté le 10 juin 2007)
- « Informations contentieuses sur le département des Pyrénées-Orientales (Élections législatives de 2002) »(Archive.org • Wikiwix • Archive.is • Google • Que faire ?), sur conseil-constitutionnel.fr, site du Conseil constitutionnel (consulté le 13 juin 2007)

#### Circonscriptions en France
- « Carte des circonscriptions législatives en France », sur assemblee-nationale.fr, site de l'Assemblée nationale française (consulté le 20 juin 2007)
- « Résultats électoraux officiels en France », sur interieur.gouv.fr, site du ministère de l'Intérieur (France) (consulté le 13 juin 2007)
- Description et Atlas des circonscriptions électorales de France sur http://www.atlaspol.com, Atlaspol, site de cartographie géopolitique, consulté le 13 juin 2007.